# Фильхнер, Вильгельм
Вильгельм Фильхнер (нем. Wilhelm Filchner; 13 сентября 1877, Мюнхен — 7 мая 1957, Цюрих) — немецкий путешественник и писатель, исследователь Центральной Азии, арктических и антарктических областей.

## Биография
Вильгельм Фильхнер окончил Прусскую военную академию. Для путешествия в Россию выучил русский язык. В 1898 г. посетил Санкт-Петербург, Москву, Нижний Новгород, Казань, Самару, Крым.
В 1900 году отправился через Москву в Туркестан, верхом преодолел Памир.
В 1903—1905 годах, совместно с Альбертом Тафелем, осуществил экспедицию в Западный Китай, исследовав район от Синина до Тибета и проведя геомагнитные замеры. Путешественники не раз оказывались на волоске от смерти и трижды подвергались ограблениям. В 1908 году Фильхнер получил звание Почётного доктора наук (без защиты диссертации) Кёнигсбергского университета. В 1910 году работал на Шпицбергене.
В 1911—1912 годах возглавил 2-ю Германскую Южнополярную экспедицию, отплывшую на корабле «Дойчланд» к Антарктиде. «Дойчланд» вышел в мае 1911 года из Бремерхафена, в октябре достиг Буэнос-Айреса, откуда двинулся на юг, в восточную часть моря Уэддела. В течение лета (декабрь-март) 1911—1912 гг. экспедиция преодолела зону айсбергов и 30 января 1912 года открыла и исследовала в шельфовых водах Антарктики Землю Принца Луитпольда (28 — 35º з.д.). Здесь была обнаружена гигантская ледяная долина площадью в 542 000 км². Она в 1912 году была названа в его честь — Шельфовый ледник Фильхнера. На краю шельфового ледника был открыт залив Ваксель, где было принято решение построить полярную станцию. Но во время строительства часть ледника откололась — и возведение станции было остановлено. Осенью корабль двинулся на север, но 9 марта 1912 года, на 75°43′ ю. ш. 32°19′ з. д., попал в ледовый плен и вынужден был остаться на зимовку (которая прошла благополучно). Во время зимовки проводились комплексные научные исследования по океанографии, гляциологии, гидрографии и метеорологии. Прослежено движение льдов в центральной части моря, измерены температуры на поверхности и в придонном слое, получены первые данные по донному рельефу в той части моря Уэддела.
Весной 1923 года в Москве состоялось знакомство Фильхнера с его коллегой по центральноазиатским исследованиям П. К. Козловым. Между учёными завязалась длительная переписка.
В 1926—1928 годы Фильхнер осуществил ряд новых экспедиций в Центральную Азию, посетил знаменитый монастырь Пелкор Чёде и солёное озеро Кукунор. На территории между Таримской котловиной и Кашмиром, а также в районах между Синином, болотами Цайдама и Тибетом Фильхнер провёл электромагнитные и метеорологические исследования. Для продолжения подобных научных работ, Фильхнер в 1939 году выехал в Непал. Во время Второй мировой войны, в 1940 году исследователь был интернирован англичанами в Индию, некоторое время содержался в тюремном госпитале города Патна. С 13 сентября 1941 года до ноября 1946 года находился в концлагерях штата Махараштра. Вернулся в Европу в 1951 году. Поселился в Цюрихе, где и умер 7 мая 1957 года.

## Отражение в литературе
В романе Владимира Обручева "Записки кладоиcкателя" ("В дебрях центральной Азии") 1928 года в главе "Клады в развалинах древнего города Кара-Ходжа" описан некий немецкий профессор Шпанферкель, путешествующий по Западному Китаю в 1900-х годах, который в привычной для русской литературы того времени уродливо-карикатурной манере изображён как привередливый и высокомерный чудак-немец, дотошно интересующийся китайскими древностями и с нескрываемым отвращением относящийся к местным жителям и их быту.